# القرارة (فلسطين)
القرارة بلدة فلسطينية ذات طابع ريفي تقع في محافظة خان يونس جنوب قطاع غزة تسمى تاريخياً بمنطقة «سميري السبع».

## الجغرافيا
تقع القرارة في الجزء الشمالي من محافظة خان يونس، ويحدها من الشمال الغربي مدينة دير البلح ومن الشمال الشرقي وادي السلقا ومن الجنوب الغربي مدينة خان يونس ومن الجنوب الشرقي بني سهيلا وعبسان ومن الشرق خط الهدنة ومن الغرب البحر الأبيض المتوسط.
تقدر مساحة القرارة حوالي 11777 دونم ويبلغ عدد سكانها حوالي 29,004 نسمة، ويعمل معظم سكان المدينة في قطاع الزراعة، حيث يمثل المزارعون 70% من نسبة العمالة في القرارة، والباقي يتمثل في موظفين وتجار وأصحاب محلات تجارية وحرفيين.

## الآثار
القرارة حديثة النشأة إلا أنها قديمة بالتاريخ تمتد لعهد الرومان وتضم عدداً من المواقع الأثرية منها:
قرية صوفا أو تبة الـ 86 ويعود سبب تسميتها أنها كانت في السابق موقع عسكري مصري وكذلك ترتفع عن سطح البحر 86 متراً وهي أعلى موقع بقطاع غزة، وشهدت هذه التله معركة حاسمه عام 1948 حيث تم دحر القوات الإسرائيلية التي احتلتها وقطعت طريق صلاح الدين وقتها
ومن المواقع الأثرية أيضا سوق مازن وهو مكان اثري ويبدو أنه كان في الماضي ذو شأن ما حيث ظهر السوق كلوحة على أرضية فسيفساء عثر عليها في مأدبا الأردنية. بالإضافة إلي منطقة الشيخ حمودة وتل قطيف.

## مؤسسات البلدة

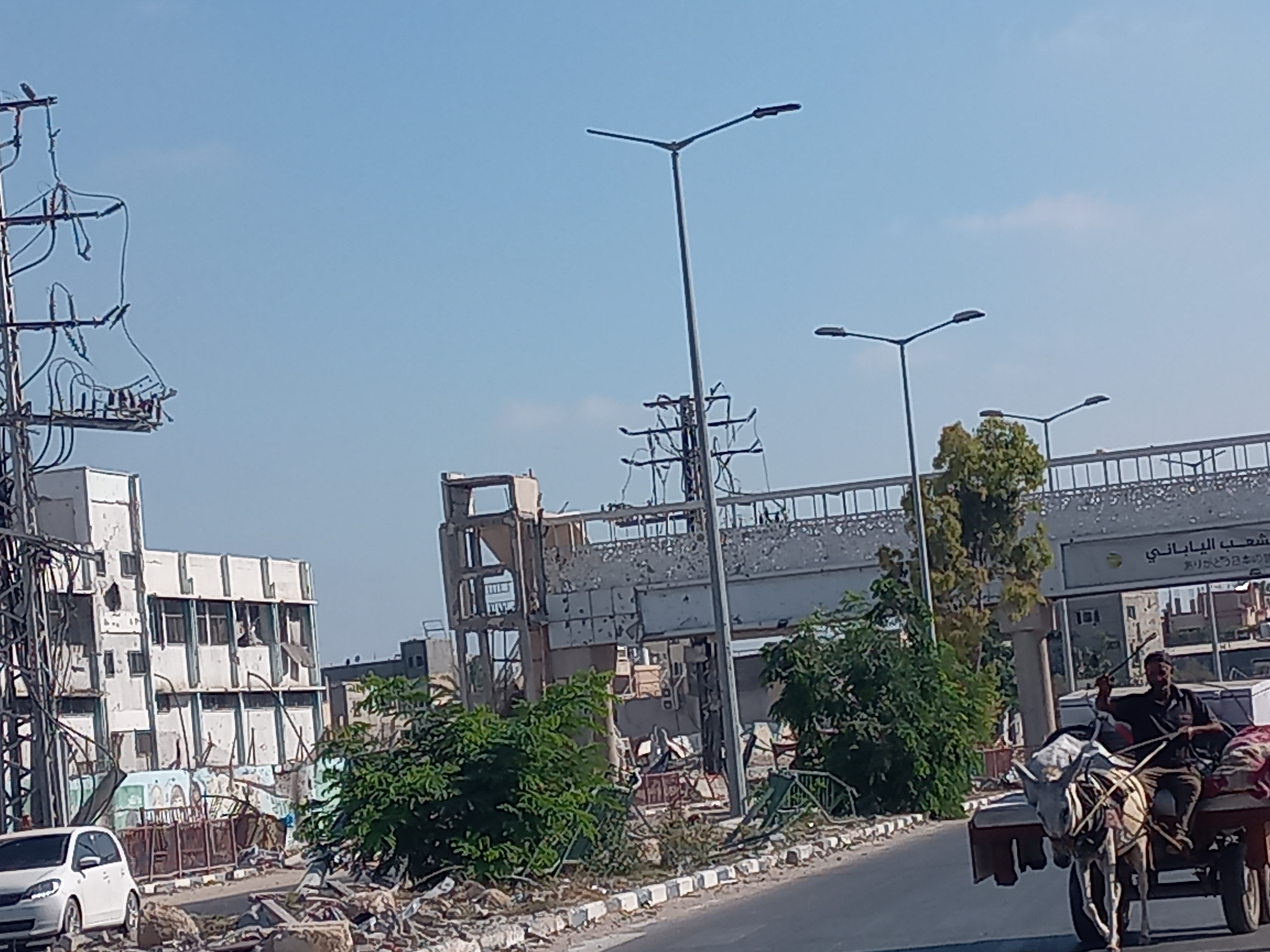
صورة لجسر مشاة فوق طريق صلاح الدين في بلدة القرارة، ويظهر في يمين الصورة مدرسة لوكالة الغوث وفي منتصف الشارع عربة يجرها حمار وهي وسيلة النقل الأساسية في غزة بعد 7 أكتوبر.

يوجد في القرارة العديد من المرافق العامة كالمدارس التي تضم (مدارس حكومية ومدارس خاصة ومدارس لوكالة الغوث) بالإضافة إلي المعاهد والجامعات حيث يوجد بها ( ومعهد دار الحديث ومعهد التدريب المهني قسم الكهرباء)، كما ويوجد العديد من المرافق الصحية التي تقدم خدماتها للمواطنين بالإضافة إلى عدد من المؤسسات الحكومية والأهلية والخاصة، وكذلك العديد من الحدائق العامة والملاعب الرياضية والشركات.

### نادي القرارة
نادي شباب القرارة الرياضي أحد الأندية الرياضية في قطاع غزة وقد حقق النادي في المدة الأخيرة بطولة القدس لنا بعد أن فاز على نادي بيت لاهيا في النهائي بنتيجة (4–3) وهي بطولة معتمدة من الاتحاد الفلسطيني لكرة القدم المصغرة.
النشاطات المتواجدة في النادي:
- كرة القدم
  - كان يشارك في دوري قطاع غزة الدرجة الرابعة حتى إلغاء البطولة في عام 2013 ولعب بطولة كأس بيبسي لقطاع غزة 2013 وخسر في دور ال64 من اتحاد الشجاعية.
- كرة التنس
  - يوجد في النادي كرة تنس.
- الكارتيه
  - يعتبر من أفضل الأندية في قطاع غزة في الكارتيه.